# Myš čtyřpruhá
Myš čtyřpruhá (Rhabdomys pumilio) je druh myši, který žije v řadě afrických zemí, od Angoly přes Zambii až k Jihoafrické republice.

## Chov v zoo
V evropských zoo se jedná o velmi raritní druh. Na podzim 2018 byl chován jen ve čtyřech evropských zoo. Kromě německých zoo v Mnichově (Tierpark Hellabrunn) a ve Wuppertalu se jedná o dvě české zoo: Zoo Plzeň a Zoo Praha.

### Chov v Zoo Praha
V Zoo Praha byl tento druh chován již v minulosti, aktuální chov se datuje od roku 2017, kdy přišli čtyři jedinci. Ještě v průběhu téhož roku došlo k narození a odchovu tří mláďat. V roce 2018 se mláďata narodila v průběhu února, března, dubna a května.